# Lago di Carinola
Lago di Carinola este o arie protejată (arie specială de conservare — SAC, sit de importanță comunitară — SCI) din Italia întinsă pe o suprafață de 20 ha, integral pe uscat.

## Localizare
Centrul sitului Lago di Carinola este situat la coordonatele 41°08′58″N 13°57′39″E / 41.149444°N 13.960833°E.

## Înființare
Situl Lago di Carinola a fost declarat sit de importanță comunitară în mai 1995 pentru a proteja 22 de specii de animale. Situl a fost protejat și ca arie specială de conservare în mai 2019.

## Biodiversitate
Situată în ecoregiunea mediteraneană, aria protejată conține 1 habitat natural: Lacuri eutrofice naturale cu vegetație de tip Magnopotamion sau Hydrocharition.
La baza desemnării sitului se află mai multe specii protejate:
- păsări (17): pescăruș albastru (Alcedo atthis), rață pitică (Anas crecca), fâsă-de-câmp (Anthus campestris), rață-cu-cap-castaniu (Aythya ferina), erete de stuf (Circus aeruginosus), porumbel gulerat (Columba palumbus), lișiță (Fulica atra), becațină comună (Gallinago gallinago), găinușă de baltă (Gallinula chloropus), stârc pitic (Ixobrychus minutus), sfrâncioc roșiatic (Lanius collurio), pescăruș râzător (Larus ridibundus), fazan (Phasianus colchicus), corcodel mare (Podiceps cristatus), cristei de baltă (Rallus aquaticus), mierlă (Turdus merula), sturz-cântător (Turdus philomelos)
- mamifere (3): liliac cărămiziu (Myotis emarginatus), liliacul mare cu potcoavă (Rhinolophus ferrumequinum), liliacul mic cu potcoavă (Rhinolophus hipposideros)
- pești (2): Alburnus albidus, Rutilus rubilio

Pe lângă speciile protejate, pe teritoriul sitului au mai fost identificate 1 specie de plante, 2 specii de amfibieni, 3 specii de nevertebrate, 3 specii de reptile.